# Robert de Vere
Robert de Vere (16 januari 1362 - Leuven, 22 november 1392) was een Engels edelman en favoriet en raadsman van koning Richard II van Engeland. Hij was de 9e graaf van Oxford en was de enige hertog van Ierland.

## Biografie
Robert de Vere werd geboren als de oudste zoon van graaf Thomas de Vere en zijn vrouw Maud de Ufford. Hij volgde in 1371 zijn vader op als 9e graaf van Oxford. 

### Vertrouweling van Richard II van Engeland
Aan het hof van koning Richard II van Engeland groeide hij uit tot diens vertrouweling. De Vere was slechts vijf jaar ouder dan de koning en zijn nauwe relatie met de koning riep associaties op bij de Engelse adel met een andere koninklijke favoriet: Piers Gaveston.
Koning Richard benoemde Robert de Vere tot  Ridder in de Orde van de Kousenband. In 1383 werd Robert benoemd tot lid van de Geheime Raad. In 1385 werd hij door Richard II verheven tot de tot dusverre niet bestaande titel van 'markies van Dublin'  als dank voor een neergeslagen rebellie aldaar. Een jaar later verhief hij hem tot hertog van Ierland en hiermee werd hij de eerste hertog in de Engelse adel die niet van koninklijken bloede was.

### Strijd tegen de Lords Appellants
In 1387 dienden zijn tegenstrevers, die zich verenigd hadden in de Lords Appelants, een formeel bezwaarschrijft in tegen hem en vier andere koningsgezinde raadsleden op verdenking van verraad. Toen zij een regeringscommissie benoemden onder leiding van Gloucester, die de bevoegdheden van regent kreeg, leidde Robert de Vere de loyale koninklijke troepen tegen de Lords Appellants in de Slag bij Radcot Bridge.  Terwijl De Vere werd ingesloten bij de brug over de Theems wist hij aan zijn vijanden te ontkomen door zijn wapen en handschoenen weg te gooien om vervolgens de rivier in te springen en zwemmend te vluchten van het strijdgewoel. De Vere vluchtte naar Frankrijk, evenals de kanselier Michael de la Pole, graaf van Suffolk. 
In februari 1388 uitten de 'Heren Smekelingen' (Lords Appelants), in een zitting van wat bekend is geworden als het 'Meedogenloze Parlement', beschuldigingen aan het adres van een aantal koningsgezinden. Ze werden beschuldigd van:
- samenzwering teneinde de koning in hun macht te krijgen;
- zijn ware raadslieden aan de kant te zetten;
- de hertog van Gloucester te willen vermoorden;
- de kroon van haar geldmiddelen te beroven door zichzelf en hun verwanten grote bedragen te schenken;
- het parlement opzij te willen zetten;
- Calais aan de Franse koning te willen teruggeven in ruil voor hulp tegen interne vijanden van de Engelse koning.

Robert en Michael de la Pole werden bij verstek veroordeeld tot ophanging. De opperrechter, de burgemeester van Londen en Richards voormalige gouverneur, Sir Simon Burley werden terechtgesteld.

### Overlijden
Robert overleed in 1392 in Frankrijk  aan verwondingen die hij opliep bij de jacht op een wild zwijn. Zijn gebalsemde lichaam werd in 1395 overgebracht naar Engeland.

## Huwelijken
Robert de Vere trouwde op 5 oktober 1376 met Filippa van Coucy, een dochter van Engelram VII van Coucy en een volle nicht van koning Richard II. 
Hij werd nadien verliefd op een hofdame van Anna van Bohemen. Oxford stuurde een bericht naar Rome om te mogen scheiden van zijn vrouw op grond van 'valse getuigenis', en Richard verzocht Paus Urbanus VI om het huwelijk van zijn eigen nicht te ontbinden. De paus had geen bezwaren, want Filippa behoorde tot het kamp van de tegenpaus Clemens VII.
Hij scheidde van haar in 1387 en hertrouwde datzelfde jaar nog met Agnes de Launcekrona, een Boheemse hofdame van koningin Anna van Bohemen.